# 亘理車站
38°2′22.7″N 140°51′40.6″E / 38.039639°N 140.861278°E
亘理車站（日语：／ Watari eki */?）是一位於日本宮城縣亘理郡，東日本旅客鐵道（JR東日本）常磐線沿線的鐵路車站。2002年入選東北車站百選。

## 車站結構
此站採地面車站設計，站內設有側式月台兩座、兩股軌道，另尚有一股沒有月台的中間軌道供貨物列車及臨時列車暫時停放，東日本大地震之後，第一月台拓寬，中間軌道改作為第一線使用。第二月台與站房之間設置有跨線天橋，月台設有候車室。
車站由岩沼車站管理，為業務委託站，委託JR東日本的子公司東北綜合服務（東北総合サービス）負責服務，並設有綠色窗口、自動售票機及驗票閘門。
車站東側為「悠里館」，外觀與古代天守閣相仿，館內設有圖書館、鄉土資料館及FM廣播電台等。車站建築於2008年整修，整修後外觀與悠里館一致。

### 月台配置
| 月台 | 路線    | 方向 | 目的地                 |
| ---- | ------- | ---- | ---------------------- |
| 1    | ■常磐線 | 下行 | 岩沼、名取、仙台方向   |
| 2    | ■常磐線 | 上行 | 相馬、原之町、浪江方向 |

## 東日本大地震的影響
2011年3月11日發生東日本大地震，此站以北至岩沼車站於同年4月12日起復駛；以南至相馬車站間路軌、站體等設施受損嚴重。為當地交通需求，2012年4月12日起JR東日本以接駁公車代駛，候車站設於此站的站前廣場。2012年3月5日，JR東日本仙台分公司公佈復舊計畫，將濱吉田車站至此站間路線原地修復，2013年3月16日已完工復駛，仙台車站發車的常磐線列車以此站為折返點；濱吉田車站至駒嶺車站間路線受損嚴重，將移往內陸重建，2017年春季完工復駛。

## 統計
下表提供2000年起的統計。
| 乘車人數表 | 乘車人數表       | 乘車人數表 |
| 年度       | 一日平均乘車人數 |            |
| ---------- | ---------------- | ---------- |
| 2000       | 2,810            |            |
| 2001       | 2,724            |            |
| 2002       | 2,621            |            |
| 2003       | 2,626            |            |
| 2004       | 2,558            |            |
| 2005       | 2,494            |            |
| 2006       | 2,411            |            |
| 2007       | 2,362            |            |
| 2008       | 2,298            |            |
| 2009       | 2,212            |            |
| 2010       | 2,158            |            |
| 2011       | 無資料           |            |
| 2012       | 2,608            |            |
| 2013       | 2,280            |            |

1913年時車站每日平均人次為276人。

## 圖片

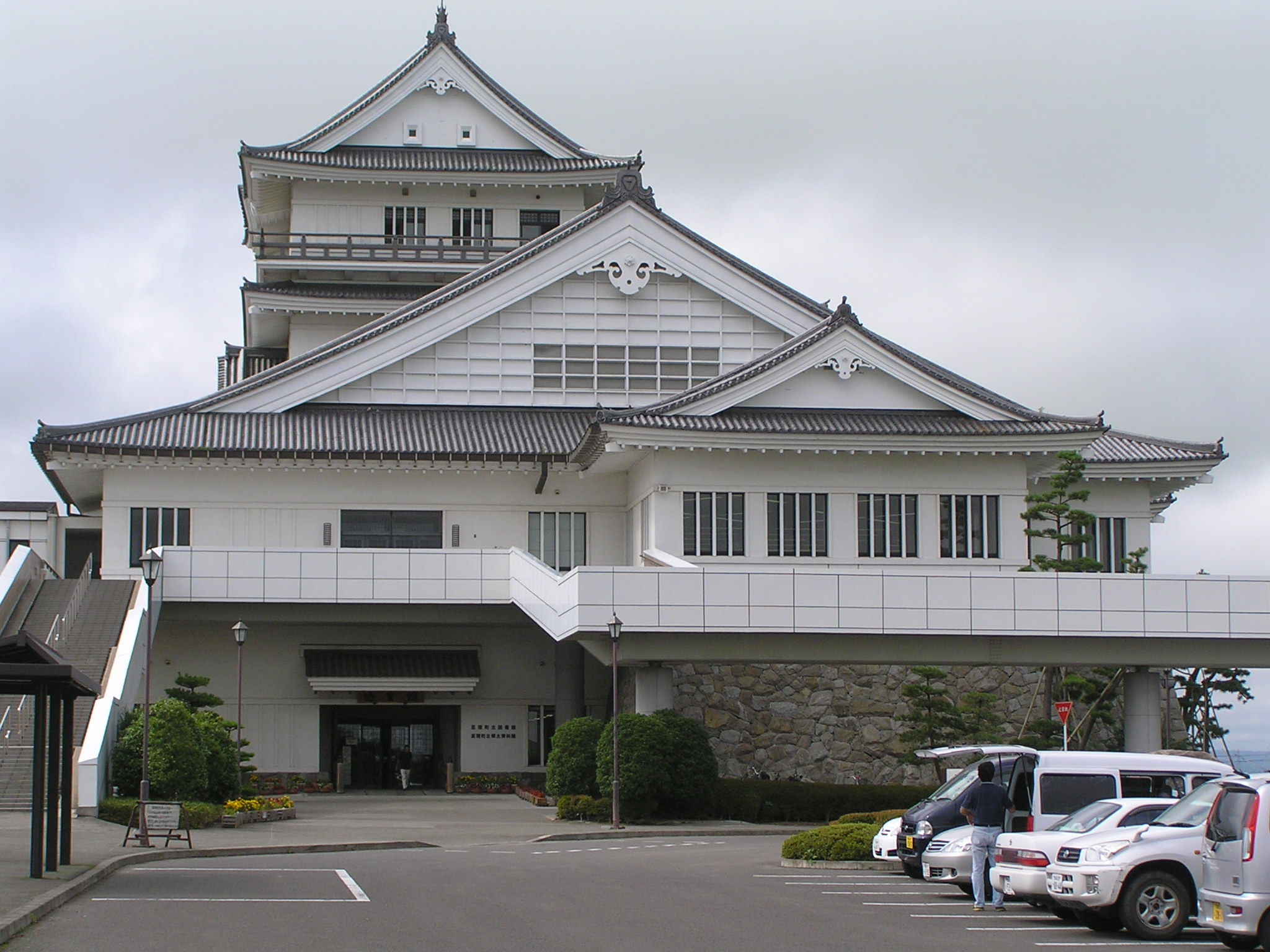
悠里館
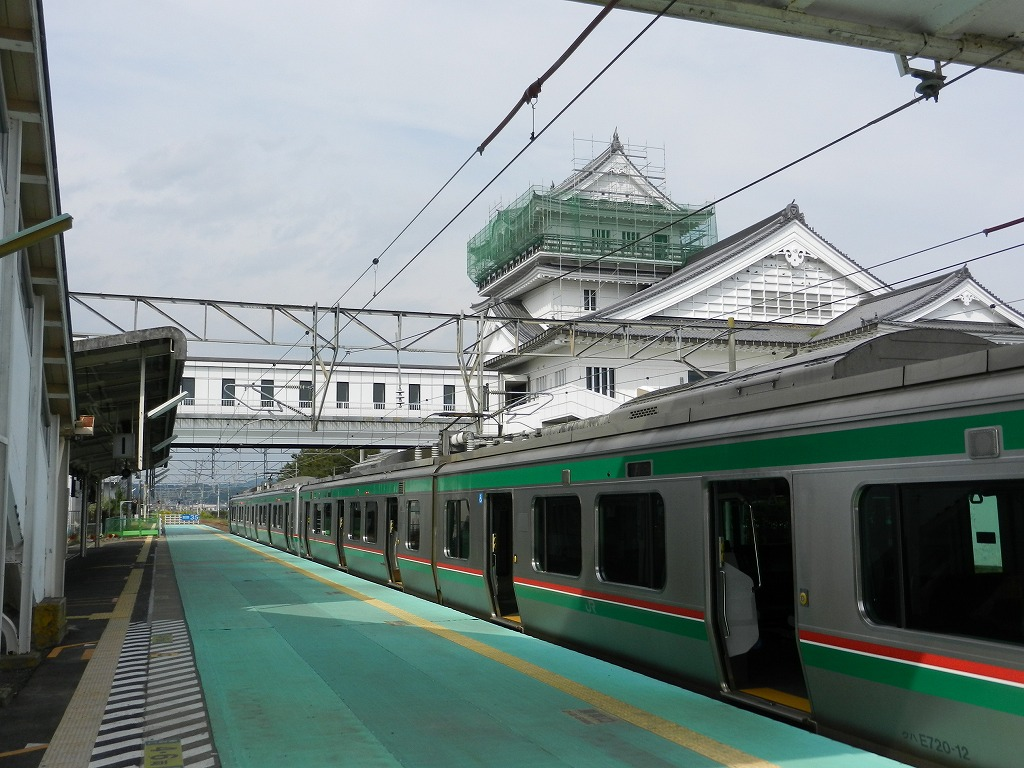
東日本大震災後的亘理站站內。第一月台拓寬，列車改用原本中間軌道（2011年10月攝）。
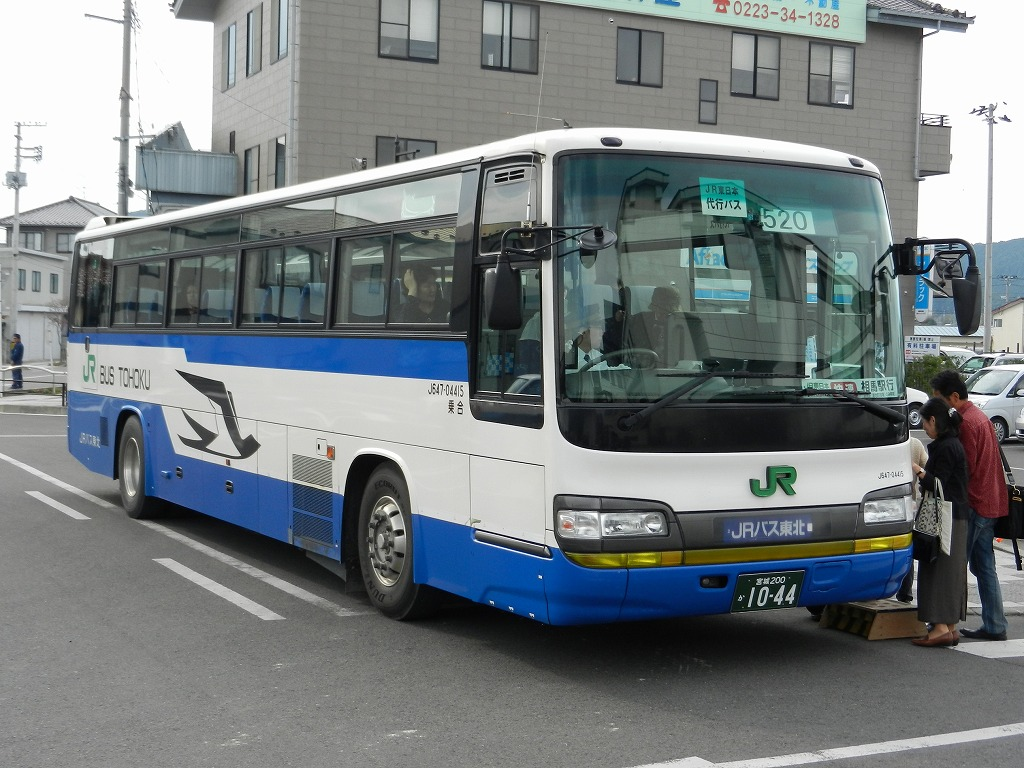
此站至相馬站之間的接駁公車（2011年10月攝）。

## 相鄰車站
東日本旅客鐵道
■常磐線
濱吉田－亘理－逢隈

## 外部連結
- （日語）JR東日本 亘理駅（页面存档备份，存于）